# Thomas Friedman
Thomas Lauren Friedman (Minneapolis, 20. srpnja 1953.) poznati je američki esejist i kolumnist.
Friedman piše o vanjskoj politici za The New York Times, i više godina je pisao članke o zbivanjima na Bliskom Istoku. Zainteresiran je i za pitanja rješavanja izraelsko-palestinskog sukoba, modernizaciju arapskog svijeta, globalizacije i zaštite okoliša. U početku je podržao rat u Iraku, a zatim je u više navrata kritizirao rad Bushove administracije u toj zemlji. Osvojio je tri Pulitzerove nagrade, 1983. i 1988. godine, za reportaže o izraelskoj invaziji Libanona i prvu intifadu a kasnije i kao komentator 2002. godine. Poznat je po svojoj tvrdni da bilo koje dvije države u kojima postoje McDonald's restorani nisu ratovale jedna s drugom otkad su McDonald'si u njima otvoreni.
Napisao je knjigu o globalizaciji; Zemlja je ravna (engl. The World is Flat) koja je postala bestseller.